# 南湖溪
南湖溪（溪頭群匹亞南泰雅語稱上游為；志佳陽群泰雅語：、:43,48,99，由日治時片假名記錄轉寫:156,158），是台灣高山河川，是大甲溪最遠源流，發源於南湖大山、南湖東山之間圈谷，流域位於台中市和平區，溪長約為30公里。
南湖溪自發源的南湖圈谷往西流下，在上游有源自中央尖山往北流下的左股支流中央尖溪匯入，中游有源自於鈴鳴山往北流下的左股一大支流耳無溪匯入。下游轉往西南大致與北側的伊卡丸溪呈並行狀態，兩溪流間所夾的平緩河階地為泰雅聚落聚集地，有中橫宜蘭支線通過，流至730林道環山檢查哨附近清泉橋上游約700多公尺處匯集另源自南投縣仁愛鄉合歡山北流的左股另一大支流合歡溪，再於台七甲線65.5公里、清泉橋下游約一公里處與右股支流伊卡丸溪會合，始稱大甲溪。